# Hanna Pakarinen
Hanna Helena Pakarinen, född 17 april 1981 i Villmanstrand i Finland, är en finländsk sångerska som först blev känd som vinnare av den första säsongen av den finska upplagan av tv-programmet Idol 2004.

## Eurovision i Helsingfors 2007
Pakarinen blev vald till Finlands representant i Eurovision Song Contest 2007 med rocklåten Leave Me Alone. Hälften av bidragen i den finländska uttagningen detta år kan kategoriseras som rockinfluerade; så även tvåan Thunderstone med Face in the Mirror och trean Lovex med Anyone, Anymore. I och med Finlands vinst 2006 var Pakarinen direktkvalificerad till finalen den 12 maj 2007 där hon efter omröstningen slutade på en sjuttondeplats med 53 poäng precis före Sveriges representanter The Ark.
Efter Eurovision hade Pakarinen stora framgångar med sitt bidrag och hamnade bland annat på svenska singellistan och låg etta på Trackslistan. Under 2010 gav hon ut sitt senaste album.

## Diskografi

### Album
- When I Become Me (2004)
- Stronger (2005)
- Lovers (2007)
- Love in a Million Shades (2009)
- Paperimiehen tytär (2010)
- Olipa kerran elämä (2013)
- Synnyin, elän, kuolen (2016)

### Singlar
- Love is Like a Song (2004, 1:a i Finland)
- Fearless (2004)
- How Can I Miss You (2004)
- When I Become Me (2004)
- Kiss Of Life (2005)
- Stronger Without You (2005)
- Damn You (2005)
- Go Go (2007)
- Leave Me Alone (2007, 1:a på Trackslistan i Sverige)
- Hard Luck Woman (2007)
- Black Ice (2007)
- Make Believe (2008)
- Shout It Out Loud (2009)
- Love In A Million Shades (2009)
- Rescue Me (2009)
- Paperimiehen tytär (2010)